# Zone à trafic limité à Paris
La zone à trafic limité à Paris concerne la mise en place d'une zone à trafic limité (ZTL) dans le centre de Paris à partir du 4 novembre 2024. 
Sont concernés les quatre premiers arrondissements de Paris du 1er arrondissement au 4e arrondissement, hormis les quais hauts. L'objectif de la ZTL est de réduire de 7 à 30 % le volume de circulation, selon les secteurs, pour diminuer les pollutions et développer l'usage des transports en commun et du vélo. Après une première phase pédagogique, il sera instauré des contrôles et des verbalisations avec un dispositif de cartes de résidents et d’auto-déclaration en ligne.

## Historique
En mai 2021, la mairie de Paris engage une concertation afin de créer une zone à trafic limité (ZTL) dans Paris Centre qui comprend les quatre premiers arrondissements de Paris du 1er arrondissement au 4e arrondissement. Le projet est conduit par David Belliard, adjoint au maire Les Écologistes chargé de la transformation de l'espace public, des mobilités et des transports. Il est prévu, dans un premier temps, la mise en place de cette ZLT pour l'année 2022,.
Cette interdiction de la circulation automobile de transit dans le centre de Paris est reportée de 2022 à 2024, afin de « prendre le temps » d’une enquête publique. Celle-ci s'effectue au printemps 2024.
Après plus de trois ans d’échanges entre les services de la mairie de Paris et la préfecture de police, cette dernière déclare que le principe en « est désormais acquis ». Toutefois, le périmètre retenu de la ZTL est réduit, en effet, il ne comprend plus le quai rive droite et les îles de la Cité et Saint-Louis. Cette zone représente environ cinq kilomètres carrés dans les quatre premiers arrondissements de Paris à savoir de la Concorde à Opéra, République et Bastille jusqu'à la Seine, mais les quais hauts de celle-ci en sont exclus. Il sera impossible de simplement traverser cette ZTL en voiture, y accèderont uniquement « les véhicules de service et de secours, bus, taxis, VTC, personnes à mobilité réduite, artisans ainsi que ceux dont le point de départ et/ou d'arrivée se situe dans la zone resteront autorisés ». En cas de non respect de cette reglementation des amendes de 135 euros sont prévues, après six mois de pédagogie.
L'objectif de la ZTL est de réduire de 7 à 30 % le volume de circulation, selon les secteurs, pour diminuer le bruit, la pollution et développer l'usage des transports en commun et du vélo.
Le 31 octobre 2024, un arrêté, conjoint à la maire de Paris et au préfet de police, instaurant la zone à trafic limité est publié avec une application à compter du 4 novembre. Après une première phase pédagogique, il sera instauré des contrôles et des verbalisations avec notamment un dispositif de cartes de résidents et d’auto-déclaration en ligne. Les modalités de contrôle et la liste des justificatifs permettant d’établir le droit à circuler seront indiquées par un futur arrêté commun de la Maire de Paris et du préfet de police,. La vidéoverbalisation avec des caméras de surveillance, ne peut pas être mise en application, en l'absence d’un cadre législatif qui l'autorise.

## À voir